# Rødby Fjord
Rødby Fjord är en polder i Danmark. Den ligger i Region Själland, i den sydöstra delen av landet. Rødby Fjord ligger på ön Lolland.